# Grand Prix automobile du Maroc 1957

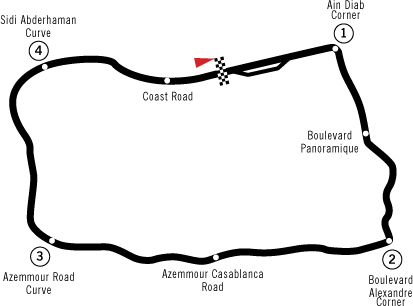
Circuit d'Ain Diab à Casablanca.

Résultats du Grand Prix du Maroc de Formule 1 1957 qui a eu lieu sur le circuit d'Ain-Diab à Casablanca le 27 octobre 1957.
Cette épreuve n'est pas inscrite au championnat du monde de Formule 1 1957.

## Classement
| Pos  | Pilote              | Écurie   | Tours | Temps/Abandon     |
| ---- | ------------------- | -------- | ----- | ----------------- |
| 1    | Jean Behra          | Maserati | 55    | 2 h 18 min 23 s 0 |
| 2    | Stuart Lewis-Evans  | Vanwall  | 55    | +30 s 1           |
| 3    | Maurice Trintignant | BRM      | 55    | +1 min 26 s 4     |
| 4    | Juan Manuel Fangio  | Maserati | 55    | +2 min 0 s 8      |
| 5    | Harry Schell        | Maserati | 54    | +1 tour           |
| 6    | Francisco Godia     | Maserati | 54    | +1 tour           |
| 7    | Giorgio Scarlatti   | Maserati | 52    | +3 tours          |
| Abd. | Jean Lucas          | Maserati | 50    | Accident          |
| Abd. | Ron Flockhart       | BRM      | 25    | Accélérateur      |
| Abd. | Peter Collins       | Ferrari  | 16    | Accident          |
| Abd. | Roy Salvadori       | Cooper   | 14    | Transmission      |
| Abd. | Tony Brooks         | Vanwall  | 12    | Panne électrique  |
| Abd. | Mike Hawthorn       | Ferrari  | 8     | Pilote malade     |
| Nq.  | Jack Brabham        | Cooper   | 8     | Non qualifié      |

Légende :
- Abd.=Abandon

## Pole position et meilleur tour en course
- Pole position : Tony Brooks en 2 min 23 s 3
- Tour le plus rapide : Juan Manuel Fangio en 2 min 25 s 6.